# Коэн, Филип
Филип Коэн (англ. Philip Cohen; род. 22 июля 1945, Мидлсекс, Англия) — британский биохимик, видный пионер фосфорилирования белка, является одним из самых цитируемых биохимиков в мире. Доктор философии (1969).
Профессор шотландского Университета Данди, член Королевского общества Эдинбурга и Лондонского королевского общества (обоих — с 1984), АМН Великобритании (1998), иностранный член НАН США (2008), членкор Австралийской АН (2014).
Рыцарь-бакалавр с 1998 года.
Согласно Thomson Scientific, второй наиболее цитируемый в мире биолог в 1992—2003 годах, и первый биохимик — в 1999—2009 годах.

## Биография
Окончил Университетский колледж Лондона (бакалавр наук, 1966) и там же получил степень доктора философии (1969). Затем в качестве постдока провёл два года в Вашингтонском университете в Сиэтле (США), занимался там с биохимиком Эдмондом Фишером, впоследствии нобелевским лауреатом по физиологии и медицине 1992 года. В 1971 году вернулся в Великобританию и с тех пор работает в шотландском Университете Данди, с 1984 по 2010 год Исследовательский профессор Королевского общества.
С создания в 1990 году и по апрель 2012 года директор отдела фосфорилирования белка Совета по медицинским исследованиям (Medical Research Council, MRC).
С 2008 по 2012 год директор SCottish Institute for ceLL Signalling (SCILLS).
С 1998 года содиректор основанного им же Division of Signal Transduction Therapy (DSTT), с 2012 года его заместитель директора.
В 2006—2008 годах почётный президент Британского биохимического общества.
Под его началом получил докторскую степень Николас Тонкс (в 1985).
Член Европейской академии (1990) и EMBO (1982).
Почётный член Биохимического общества (2003) и Society of Toxicology (2010).
Почётный фелло Royal College of Pathologists (1998).

## Награды и отличия
- Colworth Medal[англ.] Биохимического общества (1977)
- Prix van Gysel, Королевская академия медицины Бельгии (1992)
- Bruce Preller Prize Королевского общества Эдинбурга (1993)
- CIBA Medal and Prize, Британское биохимическое общество (1993)
- Datta Medal, Федерация европейских биохимических обществ (1997)
- Louis-Jeantet Prize for Medicine[англ.], Швейцария (1997)
- Крунианская лекция Лондонского королевского общества (1998)
- Pfizer Award for Innovative Science in Europe (1999)
- Sir Hans Krebs Medal[англ.], Федерация европейских биохимических обществ (2001)
- Bristol Myers Squibb Distinguished Achievement Award in Metabolic Research, США (2002)
- Debrecen Award for Molecular Medicine[англ.], Дебреценский университет, Венгрия (2004)
- Королевская медаль Королевского общества Эдинбурга (2004)
- Distinguished Service Award, Miami Biotechnology Winter Symposium (2005)
- Rolf Luft Award[нем.], Каролинский институт, Швеция (2006)
- Королевская медаль Лондонского королевского общества (2008)
- Scottish Enterprise Award for Leading Contributions to Life Sciences (2009)[4]
- Society for Biomolecular Sciences[англ.] Achievement Award (2009)
- Wellcome Trust Senior Investigator Award (2012)
- Millennium Medal (2013), высшая награда Совета по медицинским исследованиям (Medical Research Council, MRC)[5]
- Премия Альберта Эйнштейна (2014)

Почётный доктор — наук Абертейского университета (1998), права венгерского Дебреценского университета (2004), медицины шведского Линчёпингскийого университета (2004).